# Gastroammina
Astrammina es un género de foraminífero bentónico de la subfamilia Stegnammininae, de la familia Stegnamminidae, de la superfamilia Saccamminoidea, del suborden Saccamminina y del orden Astrorhizida. Su especie tipo es Gastroammina williamsae. Su rango cronoestratigráfico abarca el Silúrico inferior y medio.

## Discusión
Clasificaciones previas incluían Astrammina en la Subfamilia Thurammininae, de la Familia Saccamminidae, de la Superfamilia Astrorhizoidea, así como en el Suborden Textulariina y/o Orden Textulariida, agrupando géneros del Ordovícico hasta el Devónico: Blastammina, Ceratammina, Raibosammina, Stegnammina y Thekammina.

## Clasificación
Astrammina incluye a las siguientes especies:
- Gastroammina williamsae †